# Щеглов, Юлий Алексеевич
Юлий Алексеевич Щеглов — советский хозяйственный, государственный и политический деятель.

## Биография
Родился в 1936 году в деревне Карпечиха. Член КПСС.
С 1953 года — на хозяйственной, общественной и политической работе. В 1953—2002 гг. — рабочий текстильной фабрики «Пролетарский авангард» в Вышнем Волочке, экономист, старший инженер-экономист, начальник бюро, заместитель начальника производства, секретарь профкома, секретарь парткома Ярославского моторного завода, первый секретарь Ленинского райкома КПСС города Ярославля, заведующий отделом машиностроения Ярославского обкома КПСС, председатель Ярославского областного совета профсоюзов.
Делегат XXIV съезда КПСС.
За создание унифицированного семейства двигателей ЯМЗ многоцелевого назначения, организацию их высокомеханизированного производства, разработку и внедрение системы управления качеством был в составе коллектива удостоен Государственной премии СССР в области техники 1972 года.
Умер в Ярославле в 2002 году.